# Coach Carter
Coach Carter è un film del 2005 ispirato alla vera vita del coach di basket Ken Carter, diretto da Thomas Carter e interpretato da Samuel L. Jackson.
L'autore della sceneggiatura è Mark Schwahn, in seguito creatore della serie televisiva di successo One Tree Hill.

## Trama
Ken Carter è un ex giocatore di basket che dopo il ritiro gestisce un negozio di articoli sportivi. Un giorno, Carter accetta l'offerta per allenare gli Oilers della Richmond High School, scuola nella quale ha mosso i primi passi. Nel suo primo giorno come allenatore, Carter capisce di avere a che fare con ragazzi difficili: consegna loro dei contratti con dei termini da stabilire, come avere una buona media voti, stare ai primi banchi e presentarsi in giacca e cravatta alle partite. Tre giocatori, però, rifiutano il contratto di Carter e se ne vanno.
Intanto Damien, figlio di Carter che frequenta la prestigiosa scuola Saint Francis, decide di trasferirsi alla Richmond per poter giocare nella squadra del padre. Gli allenamenti di Carter danno i suoi frutti e gli Oilers battono la scuola Hercules grazie a Damien. Dopo la partita Timo Cruz, uno dei giocatori che ha lasciato la squadra, chiede di poter rientrare in squadra: Carter acconsente, se Timo farà 2500 piegamenti e 1000 suicidi (attività che consiste nel correre ininterrottamente lungo il campo da gioco, fermandosi a toccare tutte le linee) entro venerdì. Timo si impegna, ma non riesce a raggiungere l'obiettivo prestabilito: i compagni, allora, decidono di fare per lui i restanti piegamenti e suicidi, stupendo Carter e convincendolo a reintegrare in squadra Timo.
Gli Oilers infilano una serie di vittorie consecutive e riescono a partecipare a un torneo, che riescono a vincere: quella sera, i ragazzi vanno ad una festa di una ragazza conosciuta dal playmaker della squadra Worm all'insaputa di Carter, che scoperto ciò si infuria. Quella sera, Carter ottiene i voti degli studenti e scopre che molti sono insufficienti: decide così di sospendere gli allenamenti e le partite, finché i ragazzi non otterranno una media voti alta, scatenando la rabbia di Timo, che lascia nuovamente la squadra, per poi tornarci dopo avere assistito all'omicidio del cugino Randy.
La scelta di Carter ottiene grande risonanza, ma la sua scelta viene criticata dai genitori dei ragazzi, che lo costringono a un'udienza, alla fine della quale tolgono la catena con cui Carter aveva chiuso la palestra, permettendo ai ragazzi di poter giocare. I ragazzi, però, decidono di continuare a studiare, rendendo Carter fiero di loro. Alla fine, ottengono tutti una media voti alta e possono tornare a giocare.
Dopo la diciassettesima vittoria in campionato, gli Oilers riescono a partecipare alla fase finale del campionato statale, dove affronteranno il Saint Francis: la partita si rivela equilibrata, ma alla fine gli Oilers perderanno, ma verranno comunque accolti come eroi assieme a Carter, l'uomo che li ha salvati dall'oblio.